# Лалибэла
Лалибэ́ла (иногда Лалибела) (амх. ላሊበላ) — город на севере Эфиопии, известный своими высеченными в камне христианскими церквями. В Лалибэле сохранилась большая часть средневековой и пост-средневековой цивилизации Эфиопии. Одно из святых мест страны, уступающее по значению только Аксуму, центр паломничества населения страны. В отличие от Аксума, почти все жители Лалибэлы являются христианами эфиопской православной церкви.
Эфиопия была одной из первых стран, принявших христианство в первой половине IV века, и её исторические корни датируются временем апостолов. Сами церкви датируются VII—XIII веками и традиционно датируются правлением загведского царя Загве Гебре Мескеля Лалибэлы (ок. 1181—1221).
Расположение и названия главных зданий в Лалибэле широко признаны, особенно местным духовенством, как символическое представление Иерусалима. Это привело к тому, что некоторые эксперты датировали нынешние церковные формы годами, прошедшими после захвата Иерусалима в 1187 году мусульманским лидером Саладином.
Город расположен в зоне Сымен-Уолло региона Амхара, или килил на высоте 2500 метров над уровнем моря. Город является центром провинции (вореда) Ласта, в ещё раньше был частью провинции Бугна. Каменные церкви были объявлены объектом Всемирного наследия в 1978 году.

## История
В правление Святого Гебре Мескель Лалибэлы (принадлежавшего к династии Загве, которая правила Эфиопией в конце XII века — начале XIII века) нынешний город Лалибэла был известен под именем Роха. Царь-праведник получил своё имя благодаря пчелиному рою, который, по преданию, окружил его при рождении. Его мать посчитала это знаком, что он станет царём Эфиопии. Говорят, что названия некоторых мест в современном городе и общий вид самих высеченных в сплошном камне церквей повторяют названия и облик зданий, которые Лалибэла видел во время своего пребывания в Иерусалиме и в Святой земле в юности.
Как говорят, Лалибэла, увидев Иерусалим, попытался построить новый Иерусалим как свою столицу в ответ на захват старого Иерусалима мусульманами в 1187 году. Именно поэтому многие объекты в городе носят библейские имена: даже протекающую в городе реку называют Иорданом. Город оставался столицей Эфиопии с конца XII века и в XIII веке.
Первым из европейцев эти церкви увидел португальский путешественник Перу да Ковильян (1460—1526).
В числе первых европейцев, побывавших в Лалибэле, был португальский священник Франсишку Алвареш (1465—1540), который сопровождал посла Португалии во время посещения последним Либнэ Дынгыля в 1520-е годы. Его описание этих сооружений заканчивается словами:
Мне наскучило писать ещё об этих зданиях, поскольку мне кажется, что мне не поверят, если я напишу больше… Клянусь Богом, во власти которого пребываю, что всё написанное мной — истинная правда.
Хотя Рамузо (Ramuso) включил планы ряда этих храмов в своё издание книги Альвареша 1550 года, кто предоставил ему рисунки, неизвестно. Следующим европейцем, о котором известно, что он побывал в Лалибэле, стал Мигель де Кантаньосо, который служил солдатом под командованием Криштована да Гамы и уехал из Эфиопии в 1544 году. После де Кантаньосо прошло более 300 лет, прежде чем очередной европеец, Рольфс, побывал в Лалибэле где-то между 1865 и 1870 гг.
Согласно «Футух аль-Хабаша» (араб. فتوح الحبشة‎ — «Завоевание Абиссинии») Шихаба ад-Дина Ахмада, Ахмед Грань сжёг один из храмов Лалибэлы во время своего вторжения в Эфиопию. Однако Ричард Панкхерст скептически отнёсся к этому событию, указав, что несмотря на приведённое Сихабом ад-Дином Ахмадом подробное описание монолитной церкви («Она была высечена из горы. Её колонны тоже были вырезаны из горы.» («It was carved out of the mountain. Its pillars were likewise cut from the mountain.»)), упоминается только одна церковь. Панкхерст добавляет, что «чем отличается Лалибэла (как известно всем туристам), это тем, что там находится не одна, а целых 11 каменных церквей или около того — причём все они находятся в двух шагах друг от друга!» Панкхерст также отмечает, что Царские хроники (Royal Chronicles), которые упоминают разорение Ахмадом Гранем этого района в период с июля по сентябрь 1531 года, ничего не говорят о разрушении имамом легендарных церквей этого города. Он завершает свою аргументацию утверждением, что если бы Ахмад Грань сжёг какую-либо церковь в Лалибэле, то, скорее всего, это была бы церковь Бете Медхане Алем, при этом если бы войско мусульман ошиблось или если бы его ввели в заблуждение местные жители, то подожжённой им церковью была бы Ганната Марьям, «в 10 милях восточнее Лалибэлы, у которой также имеется колоннада, высеченная из горы».

## Церкви
Этот городок в провинции известен всему миру своими монолитными церквями, которые играют важную роль в истории скальной архитектуры. Хотя церкви точно не датированы, считается, что большинство из них были возведены в период правления Лалибэлы, а именно — в течение XII—XIII веков. Всего насчитывается 11 церквей, объединённых в четыре группы:
Северная группа: Бет Медхане Алем, место нахождения креста Лалибэлы, считается крупнейшей монолитной церковью в мире, возможно копирует церковь Св. Марии Сионской в Аксуме. Соединена с церквями Бете-Марьям (возможно, самой старой из этих церквей), Бете-Голгофа (известна своими произведениями искусства, по некоторым сведениям, в ней находится могила царя Лалибэлы), часовней Селассие и могилой Адама.
Западная группа: Бет Гиоргис, считающаяся самой изящной и лучше всех сохранившейся церковью.
Восточная группа: Бет Амануэль (возможно, бывшая царская часовня), Бет Меркориос (которая может быть бывшей тюрьмой), Бет Абба Либанос и Бет Габриэль-Руфаэль (возможно, бывший царский дворец), соединённая с Бет Лехем.
Ещё дальше находятся монастырь Ашетан Марьям и церковь Йимрехане Кристос (возможно, XI века, построенная в аксумском стиле, но в пещере).
По вопросу о времени постройки некоторых церквей есть разные мнения. Дэвид Бакстон (David Buxton) установил общепризнанную хронологию, отметив, что «две из них следуют, с большой точностью в деталях, традиции, представленной Дэбре-Дамо, с изменениями в Йемрехана Кристос.» Поскольку на высечение этих сооружений в теле скалы должно было уйти больше времени, чем несколько десятилетий правления царя Лалибэлы, Бакстон предположил, что работы продолжались и в XIV веке. Однако Дэвид Филлипсон (David Phillipson), преподаватель африканской археологии в Кембриджском университете, высказал предположение, что церкви Меркориос, Габриэль-Руфаэль и Данагель были первоначально высечены в скале на пятьсот лет раньше в качестве укреплений или других дворцовых сооружений в дни заката Аксумского царства, и что имя Лалибэлы просто стало связываться с ними уже после его смерти. С другой стороны, местный историк Гетачеу Мэконнен (Getachew Mekonnen) приписывает царице Маскаль Кибра (Masqal Kibra), супруге Лалибэлы, сооружение одной из высеченных в скале церквей (Абба Либанос) в качестве мемориала её супругу после его смерти.
В противовес теориям, отстаиваемым авторами типа Грэма Хэнкока, величественные высеченные в скале церкви Лалибэлы не были построены с помощью тамплиеров — имеется множество доказательств того, что они были сооружены исключительно средневековой эфиопской цивилизацией. К примеру, хотя Бакстон отмечает наличие традиции, утверждающей, что «Абиссинцы обратились к помощи иностранцев» для строительства этих монолитных церквей, и признаёт, что «некоторые декоративные детали носят явные признаки коптского влияния», он твёрдо убеждён в местном происхождении этих творений: «Но значительным фактом остаётся то, что скальные церкви продолжают следовать стилю местных возведённых прототипов, которые сами сохраняют явные доказательства их преимущественно аксумского происхождения.»
Церкви также представляют собой значительное достижение инженерной мысли, учитывая, что все они связаны с водой (которая наполняет колодцы по соседству со многими церквями), использующей артезианскую геологическую систему, которая подаёт воду на вершину горного хребта, где расположен город.

## Народная архитектура
В отчете 1970-х годов об исторических жилищах Лалибэлы Сандро Анджелини дал оценку народной глиняной архитектуры, включая характеристики традиционных земных домов и анализ их состояния сохранности. В его докладе описываются два типа местных жилищ, обнаруженных в этом районе. Один тип — это группа, которую он называет «тукулы», круглые хижины, построенные из камня и обычно состоящие из двух этажей. Вторые — одноэтажные здания «чика», которые являются круглыми и построены из земли и плетня. Отчёт Анджелини также включал инвентарь традиционных зданий Лалибэлы, помещая их в категории, оценивающие их состояние сохранности.

## Демография
Согласно данным переписи 2007 года, население составляло 17 767 человек, из которых 8 112 мужчин и 9 255 женщин. По данным Центрального статистического агентства, в 2005 году население города насчитывало примерно 14 668 человек, из них 7049 мужчин и 7619 женщин. По данным национальной переписи 1994 года, население города составляло 8484 человека, из которых 3709 — мужчины и 4775 — женщины.

## Климат
| Показатель                    | Янв. | Фев. | Март | Апр. | Май  | Июнь | Июль  | Авг.  | Сен.  | Окт. | Нояб. | Дек. | Год    |
| ----------------------------- | ---- | ---- | ---- | ---- | ---- | ---- | ----- | ----- | ----- | ---- | ----- | ---- | ------ |
| Средний суточный максимум, °C | 24,5 | 24,4 | 24,7 | 25,0 | 26,2 | 26,6 | 23,1  | 22,5  | 23,2  | 23,3 | 23,3  | 23,2 | 24,1   |
| Средняя температура, °C       | 15,5 | 15,7 | 16,1 | 16,9 | 17,6 | 18,0 | 17,1  | 16,4  | 16,3  | 15,0 | 14,4  | 14,4 | 16,1   |
| Средний суточный минимум, °C  | 6,4  | 7,0  | 7,5  | 8,9  | 8,9  | 9,4  | 11,1  | 10,4  | 9,4   | 6,7  | 5,5   | 5,6  | 8,1    |
| Норма осадков, мм             | 13,1 | 28,2 | 55,0 | 83,1 | 84,2 | 73,5 | 281,4 | 295,2 | 127,7 | 51,5 | 28,1  | 21,1 | 1142,1 |
| Источник: ,                   |      |      |      |      |      |      |       |       |       |      |       |      |        |

## Другие здания и сооружения
В Лалибэле также находятся аэропорт (ICAO code HALL, IATA LLI), большой рынок, две школы и больница.

## Лалибэла в произведениях литературы и искусства
- Лалибэла упоминается как «город священников и высеченных в камне церквей» в научно-фантастическом романе «My Soul to Keep» Тананариве Дуэ (Tananarive Due).
- Книга «Тяжкий крест Лалибелы» Александра Власова издана в Челябинске под редакцией Николая Денисенко[20].

## Галерея изображений
- Церковь Спасителя Мира (Бет Медхане Алем, Bete Medhane Alem).
- Св. Амануэль (Bete Amanuel),возможно, бывшая царская часовня.
- Ритуальные барабаны возле бокового входа в церковь Св. Георгия (Bete Giyorgis).
- Бет Абба Либанос (Bete Abba Libanos).
- Церковь Св. Марии (Bete Maryam).